# Rajd Polski 2019

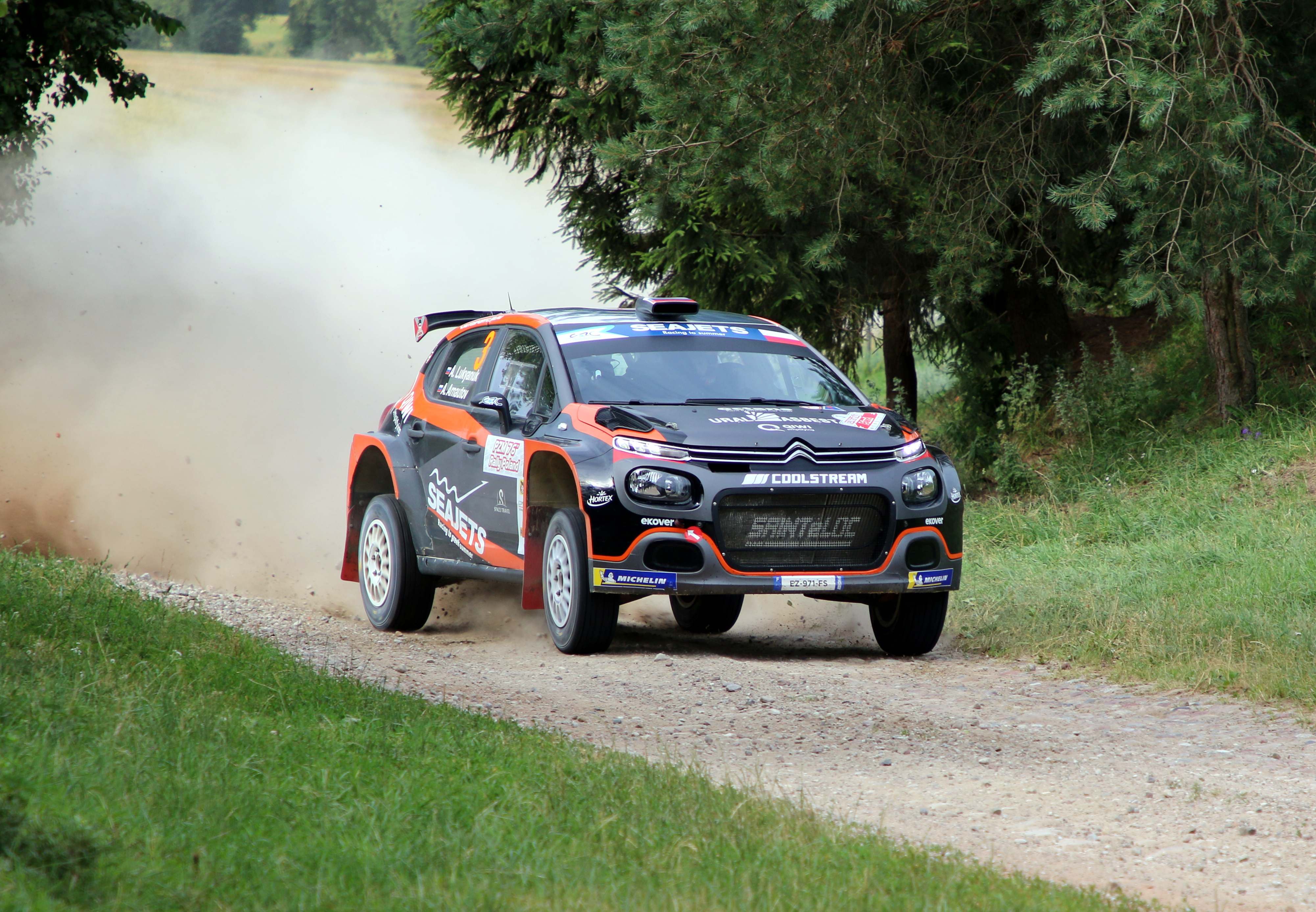
Rosjanin Aleksiej Łukjaniuk zwycięzca Rajdu Polski 2019

76. PZM Rajd Polski – 76. edycja Rajdu Polskiego. To rajd samochodowy, który był rozgrywany od 28 do 30 czerwca 2019 roku. Bazą rajdu były Mikołajki. Była to trzecia runda rajdowych samochodowych mistrzostw Polski w roku 2019 i zarazem czwarta runda Rajdowych Mistrzostw Europy w roku 2019. W sezonie 2019 był to rajd pierwszej kategorii (tzw. dwuetapowy), gdzie punktacja w RSMP była następująca: od 25 punktów za zwycięstwo mnożone razy dwa i oddzielne punkty za odcinek Power Stage.
Rajd Polski w roku 2019 wygrał Rosjanin Aleksiej Łukjaniuk, dla którego było to dziewiąte zwycięstwo i szesnaste podium w mistrzostwach Europy. Drugie miejsce, jak w ubiegłym roku, zajął Fin Jari Huttunen, który tym samym wyrównał swój życiowy wyniki w ERC. Na trzeciej pozycji do mety dojechał Polak Łukasz Habaj, który na podium w europejskich mistrzostwach stawał po raz czwarty.
W klasyfikacji RSMP wygrał Łukasz Habaj, dla którego było to siódmy triumf i osiemnaste podium w mistrzostwach Polski, drugi na mecie był Aron Domżała, pierwszy raz na podium w RSMP, a trzeci dojechał Tomasz Kasperczyk, który już po raz dziesiąty stawał na podium w krajowym czempionacie. Lider tegorocznych mistrzostw Polski – Mikołaj Marczyk w klasyfikacji generalnej rajdu zajął dziewiąte miejsce, a w RSMP czwarte, spowodowane było to ponad dwuminutową stratą związaną z koniecznością wymiany koła na jednym z odcinków specjalnych.

## Lista startowa[3]
Poniższa lista startowa obejmuje tylko zawodników startujących i zgłoszonych do rywalizacji w kategorii ERC w najwyższej klasie RC2, samochodami najwyższej klasy mogącymi startować w rajdach ERC – R5 oraz zgłoszonych zawodników w RSMP, startujących w najwyższej klasie 2, samochodami grupy R5 i wybranych zawodników startujących w klasie Open N.
| Nr. | Zespół                                | Kierowca                   | Pilot                | Samochód               | Seria       |
| --- | ------------------------------------- | -------------------------- | -------------------- | ---------------------- | ----------- |
| 1   | Sports Racing Technologies            | Łukasz Habaj               | Daniel Dymurski      | Škoda Fabia R5         | ERC, Poland |
| 2   | Toksport WRT                          | Chris Ingram               | Ross Whittock        | Škoda Fabia R5         | ERC         |
| 3   | Saintéloc Junior Team                 | Aleksiej Łukjaniuk         | Aleksiej Arnautow    | Citroën C3 R5          | ERC         |
| 4   | Marijan Griebel                       | Marijan Griebel            | Pirmin Winklhofer    | Škoda Fabia R5         | ERC         |
| 5   | Hyundai Motorsport N                  | Jari Huttunen              | Antti Linnaketo      | Hyundai i20 R5         | ERC         |
| 6   | Mol Racing Team                       | Norbert Herczig            | Ramón Ferencz        | Volkswagen Polo GTI R5 | ERC         |
| 7   | ACCR Czech Team I                     | Filip Mareš                | Jan Hloušek          | Škoda Fabia R5         | ERC         |
| 8   | STARD                                 | Hiroki Arai                | Ilka Minor-Petrasko  | Citroën C3 R5          | ERC         |
| 9   | Sweden National Team                  | Mattias Adielsson          | Andreas Johansson    | Citroën C3 R5          | ERC         |
| 10  | Agrorodeo                             | Vaidotas Žala              | Andris Mālnieks      | Škoda Fabia R5         | ERC         |
| 11  | Škoda Polska Motorsport               | Mikołaj Marczyk            | Szymon Gospodarczyk  | Škoda Fabia R5         | ERC, Poland |
| 12  | Tiger Energy Drink Rallye Team        | Tomasz Kasperczyk          | Damian Syty          | Ford Fiesta R5         | ERC, Poland |
| 14  | Palmeirinha Rally                     | Paulo Nobre                | Gabriel Morales      | Škoda Fabia R5         | ERC         |
| 15  | Rallytechnology                       | Marcin Słobodzian          | Kamil Kozdroń        | Ford Fiesta R5         | ERC, Poland |
| 16  | Jarosław Kołtun                       | Jarosław Kołtun            | Ireneusz Pleskot     | Ford Fiesta R5         | ERC, Poland |
| 17  | FPAK Portugal Team ERC                | Aloísio Monteiro           | Sancho Eiró          | Škoda Fabia R5         | ERC         |
| 18  | BRR Baumschlager Rallye & Racing Team | Albert von Thurn und Taxis | Bernhard Ettel       | Volkswagen Polo GTI R5 | ERC         |
| 19  | Kacper Wróblewski                     | Kacper Wróblewski          | Marcin Szeja         | Hyundai i20 R5         | ERC, Poland |
| 20  | Vytautas Švedas                       | Vytautas Švedas            | Žilvinas Sakalauskas | Volkswagen Polo GTI R5 | ERC         |
| 21  | BTH Import Stal Rally Team            | Łukasz Kotarba             | Tomasz Kotarba       | Citroën C3 R5          | ERC, Poland |
| 22  | TGS Worldwide OU                      | Aron Domżała               | Jarosław Baran       | Škoda Fabia R5         | ERC, Poland |
| 23  | Rallytechnology                       | Daniel Chwist              | Kamil Heller         | Hyundai i20 R5         | ERC, Poland |
| 24  | Printsport Oy                         | Szymon Ruta                | Bartłomiej Boba      | Volkswagen Polo GTI R5 | ERC, Poland |
| 28  | Rallytechnology                       | Dariusz Poloński           | Łukasz Sitek         | Abarth 124 Rally RGT   | ERC, Poland |
| 50  | Łukasz Byśkiniewicz                   | Łukasz Byśkiniewicz        | Zbigniew Cieślar     | Hyundai i20 R5         | Poland      |
| 60  | Jakub Brzeziński                      | Jakub Brzeziński           | Dariusz Burkat       | Ford Fiesta Proto      | Poland      |
| 61  | Rallytechnology                       | Sylwester Płachytka        | Jacek Nowaczewski    | Ford Fiesta R5         | Poland      |
| 62  | Łukasz Kabaciński                     | Łukasz Kabaciński          | Michał Kuśnierz      | Ford Fiesta Proto      | Poland      |
| 67  | Piotr Parys                           | Piotr Parys                | Paweł Drahan         | Ford Fiesta Proto      | Poland      |

## Zwycięzcy odcinków specjalnych
| Dzień | OS   | Nazwa             | Długość  | Zwycięzca                  | Samochód                      | Czas    | Lider rajdu        |
| ----- | ---- | ----------------- | -------- | -------------------------- | ----------------------------- | ------- | ------------------ |
| 28 VI | OS1  | Mikołajki Arena 1 | 2,50 km  | Jari Huttunen              | Hyundai i20 R5                | 1:46,0  | Jari Huttunen      |
| 29 VI | OS2  | Paprotki 1        | 11,26 km | Aleksiej Łukjaniuk         | Citroën C3 R5                 | 5:09,5  | Aleksiej Łukjaniuk |
| 29 VI | OS3  | Stare Juchy 1     | 13,86 km | Aleksiej Łukjaniuk         | Citroën C3 R5                 | 7:02,8  | Aleksiej Łukjaniuk |
| 29 VI | OS4  | Olecko 1          | 28,62 km | Aleksiej Łukjaniuk         | Citroën C3 R5                 | 14:12,1 | Aleksiej Łukjaniuk |
| 29 VI | OS5  | Mikołajki Arena 2 | 2,50 km  | Mikołaj Marczyk            | Škoda Fabia R5                | 1:46,6  | Aleksiej Łukjaniuk |
| 29 VI | OS6  | Paprotki 2        | 11,26 km | Aleksiej Łukjaniuk         | Citroën C3 R5                 | 5:07,3  | Aleksiej Łukjaniuk |
| 29 VI | OS7  | Stare Juchy 2     | 13,86 km | Aleksiej Łukjaniuk         | Citroën C3 R5                 | 6:58,0  | Aleksiej Łukjaniuk |
| 29 VI | OS8  | Olecko 2          | 28,62 km | Aleksiej Łukjaniuk         | Citroën C3 R5                 | 13:59,8 | Aleksiej Łukjaniuk |
| 29 VI | OS9  | Mikołajki Arena 3 | 2,50 km  | Aleksiej Łukjaniuk         | Citroën C3 R5                 | 1:46,6  | Aleksiej Łukjaniuk |
| 30 VI | OS10 | Mikołajki MAX 1   | 9,34 km  | Jari Huttunen              | Hyundai i20 R5                | 5:18,2  | Aleksiej Łukjaniuk |
| 30 VI | OS11 | Gmina Mrągowo 1   | 11,34 km | Jari Huttunen Łukasz Habaj | Hyundai i20 R5 Škoda Fabia R5 | 6:49,2  | Aleksiej Łukjaniuk |
| 30 VI | OS12 | Użranki 1         | 22,54 km | Aleksiej Łukjaniuk         | Citroën C3 R5                 | 11:53,4 | Aleksiej Łukjaniuk |
| 30 VI | OS13 | Mikołajki MAX 2   | 9,34 km  | Aleksiej Łukjaniuk         | Citroën C3 R5                 | 5:17,1  | Aleksiej Łukjaniuk |
| 30 VI | OS14 | Gmina Mrągowo 2   | 11,34 km | Aleksiej Łukjaniuk         | Citroën C3 R5                 | 6:42,1  | Aleksiej Łukjaniuk |
| 30 VI | OS15 | Użranki 2         | 22,54 km | Aleksiej Łukjaniuk         | Citroën C3 R5                 | 11:39,0 | Aleksiej Łukjaniuk |

## Power Stage[4]
| Poz. | Kierowca          | Pilot               | Samochód       | Czas/Strata | Pkt. |
| ---- | ----------------- | ------------------- | -------------- | ----------- | ---- |
| 1    | Łukasz Habaj      | Daniel Dymurski     | Škoda Fabia R5 | 12:01,5     | 5    |
| 2    | Mikołaj Marczyk   | Szymon Gospodarczyk | Škoda Fabia R5 | +2,4        | 4    |
| 3    | Aron Domżała      | Jarosław Baran      | Škoda Fabia R5 | +8,5        | 3    |
| 4    | Tomasz Kasperczyk | Damian Baran        | Ford Fiesta R5 | +9,8        | 2    |
| 5    | Kacper Wróblewski | Marcin Szeja        | Hyundai i20 R5 | +21,5       | 1    |

## Wyniki końcowe rajdu[5]
W klasyfikacji generalnej w RSMP dodatkowe punkty przyznawane są za odcinek Power Stage.
| Miejsce | RSMP | Kierowca           | Pilot                  | Samochód                    | Czas      | Strata   | Grupa Klasa | Punkty ERC | Punkty RSMP |
| ------- | ---- | ------------------ | ---------------------- | --------------------------- | --------- | -------- | ----------- | ---------- | ----------- |
| 1       |      | Aleksiej Łukjaniuk | Aleksiej Arnautow      | Citroën C3 R5               | 1:45:49,4 | –        | RC2         | 39         |             |
| 2       |      | Jari Huttunen      | Mikko Lukka            | Hyundai i20 R5              | 1:46:49,2 | +59,8    | RC2         | 30         |             |
| 3       | 1    | Łukasz Habaj       | Daniel Dymurski        | Škoda Fabia R5              | 1:47:40,9 | +1:51,5  | RC2 2       | 23         | 50+5        |
| 4       |      | Filip Mareš        | Jan Hloušek            | Škoda Fabia R5              | 1:47:58,6 | +2:09,2  | RC2         | 21         |             |
| 5       | 2    | Aron Domżała       | Jarosław Baran         | Škoda Fabia R5              | 1:48:54,6 | +3:05,2  | RC2 2       | 14         | 36+3        |
| 6       | 3    | Tomasz Kasperczyk  | Damian Syty            | Ford Fiesta R5              | 1:49:51,5 | +4:02,1  | RC2 2       | 10         | 30+2        |
| 7       |      | Mattias Adielsson  | Andreas Johansson      | Citroën C3 R5               | 1:49:55,9 | +4:06,5  | RC2         | 6          |             |
| 8       |      | Norbert Herczig    | Ramón Ferencz          | Volkswagen Polo GTI R5      | 1:49:56,0 | +4:06,6  | RC2         | 5          |             |
| 9       | 4    | Mikołaj Marczyk    | Szymon Gospodarczyk    | Škoda Fabia R5              | 1:50:21,8 | +4:32,4  | RC2 2       | 6          | 24+4        |
| 10      | 5    | Kacper Wróblewski  | Marcin Szeja           | Hyundai i20 R5              | 1:52:06,3 | +6:16,9  | RC2 2       | 1          | 20+1        |
| 11      | 6    | Łukasz Kotarba     | Tomasz Kotarba         | Citroën C3 R5               | 1:55:02,6 | +9:13,2  | RC2 2       |            | 16          |
| 12      |      | Ken Torn           | Kauri Pannas           | Ford Fiesta R2T19           | 1:56:49,9 | +11:00,5 | RC4         |            |             |
| 13      |      | Sindre Furuseth    | Jim Hjerpe             | Peugeot 208 R2              | 1:57:37,7 | +11:48,3 | RC4         |            |             |
| 14      | 7    | Daniel Chwist      | Kamil Heller           | Hyundai i20 R5              | 1:57:44,8 | +11:55,4 | RC2 2       |            | 12          |
| 15      |      | Adam Westlund      | Joakim Sjöberg         | Peugeot 208 R2              | 1:58:37,2 | +12:47,8 | RC4         |            |             |
| 16      | 8    | Tomasz Zbroja      | Jakub Wróbel           | Citroën DS3 R3T Max         | 1:59:19,7 | +13:30,3 | RC3 3       |            | 8           |
| 17      |      | Roman Schwedt      | Lina Meter             | Peugeot 208 R2              | 1:59:37,9 | +13:48,5 | RC4         |            |             |
| 18      |      | Aloísio Monteiro   | Sancho Eiró            | Škoda Fabia R5              | 1:59:47,9 | +13:58,5 | RC2         |            |             |
| 19      |      | Pedro Antunes      | Paulo Lopes            | Peugeot 208 R2              | 1:59:57,2 | +14:07,8 | RC4         |            |             |
| 20      |      | Juan Carlos Alonso | Juan Pablo Monasterolo | Mitsubishi Lancer Evo X     | 1:59:58,3 | +14:08,9 | RC2         |            |             |
| 21      |      | Erik Cais          | Jindřiška Žáková       | Ford Fiesta R2T19           | 2:00:01,2 | +14:11,8 | RC4         |            |             |
| 22      |      | Sean Johnston      | Alexander Kihurani     | Opel Adam R2                | 2:01:04,4 | +15:15,0 | RC4         |            |             |
| 23      |      | Florian Bernardi   | Victor Bellotto        | Renault Clio RS R3T         | 2:04:09,0 | +18:19,6 | RC3         |            |             |
| 24      |      | Gregor Jeets       | Kuldar Sikk            | Ford Fiesta R2T19           | 2:04:31,7 | +18:42,3 | RC4         |            |             |
| 25      |      | Zelindo Melegari   | Corrado Bonato         | Mitsubishi Lancer Evo X     | 2:05:00,9 | +19:11,5 | RC2         |            |             |
| 26      |      | Andrea Nucita      | Alina Bianca Pop       | Abarth 124 Rally RGT        | 2:05:57,2 | +20:07,8 | RGT         |            |             |
| 27      | 9    | Marek Nowak        | Adam Grzelka           | Mitsubishi Lancer Evo IX R4 | 2:06:24,4 | +20:35,0 | Open 4WD    |            | 4           |
| 28      | 10   | Michał Pryczek     | Jacek Pryczek          | Subaru Impreza 555          | 2:06:43,5 | +20:54,1 | HR2         |            | 2           |
| ...     | ...  | ...                | ...                    | ...                         | ...       | ...      | ...         | ...        | ...         |
| NU      |      | Hiroki Arai        | Ilka Minor-Petrasko    | Citroën C3 R5               | –         | –        | RC2 2       | 2          |             |

## Wyniki po 3 rundach RSMP
Kierowcy
| Msc. | Kierowca          | Punkty |
| ---- | ----------------- | ------ |
| 1    | Mikołaj Marczyk   | 80     |
| 2    | Tomasz Kasperczyk | 77     |
| 3    | Łukasz Habaj      | 55     |
| 4    | Marcin Słobodzian | 41     |
| 5    | Aron Domżała      | 28     |

## Wyniki po 4 rundach ERC
Kierowcy
| Msc. | Kierowca           | Punkty |
| ---- | ------------------ | ------ |
| 1    | Łukasz Habaj       | 94     |
| 2    | Aleksiej Łukjaniuk | 83     |
| 3    | Chris Ingram       | 70     |
| 4    | Oliver Solberg     | 39     |
| 5    | Pepe López         | 35     |

## Galeria

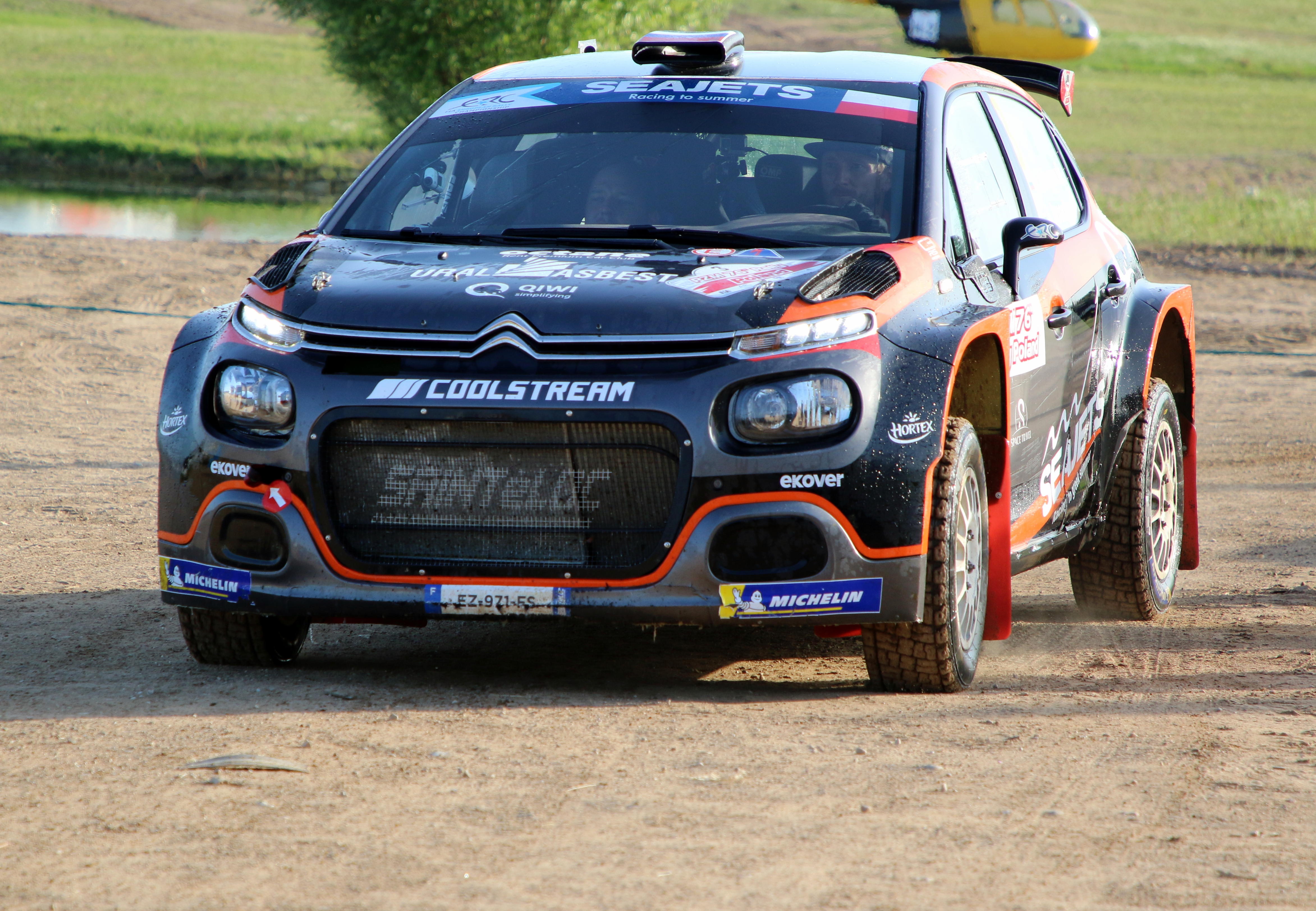
1. Aleksiej Łukjaniuk
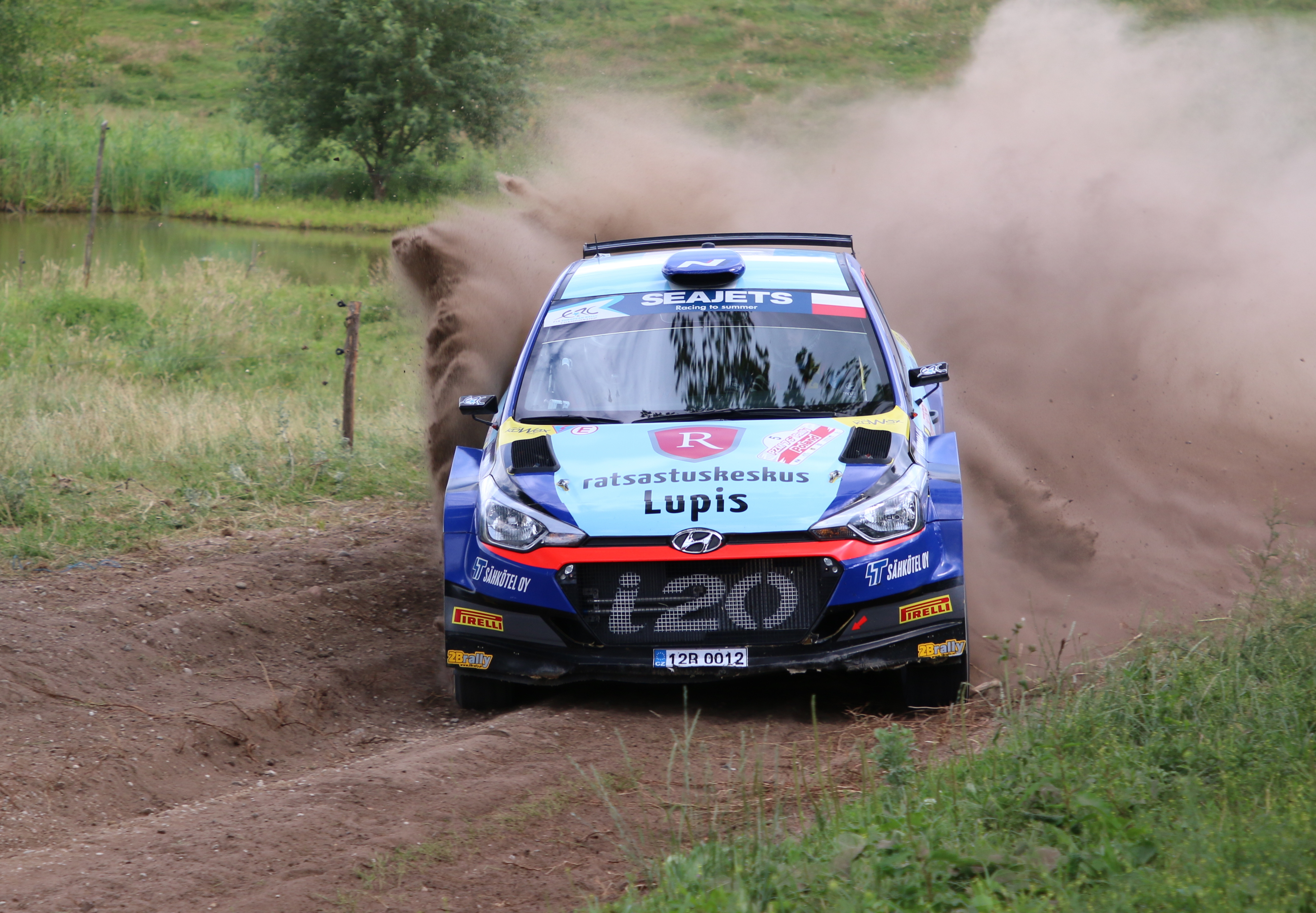
2. Jari Huttunen
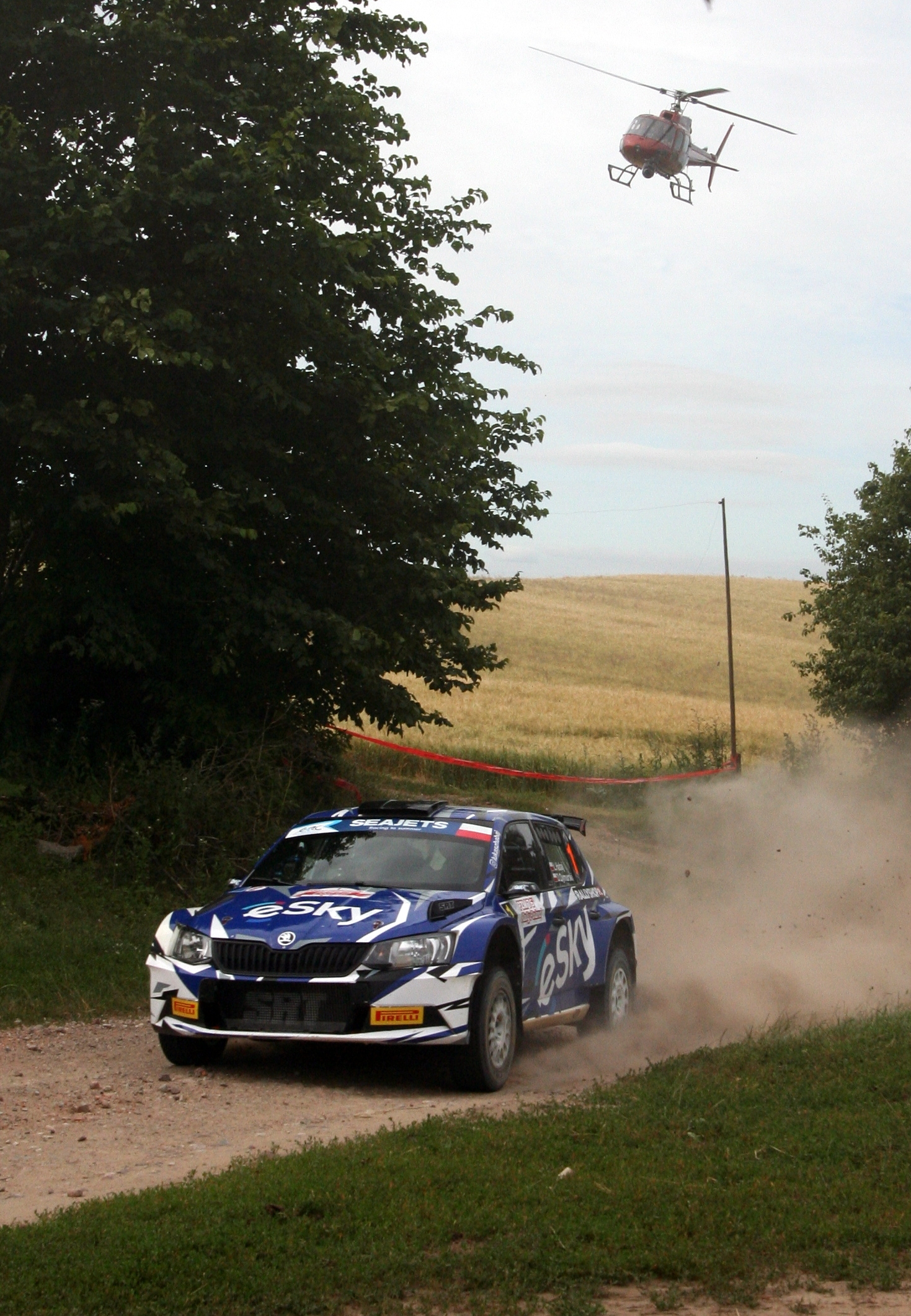
3. Łukasz Habaj
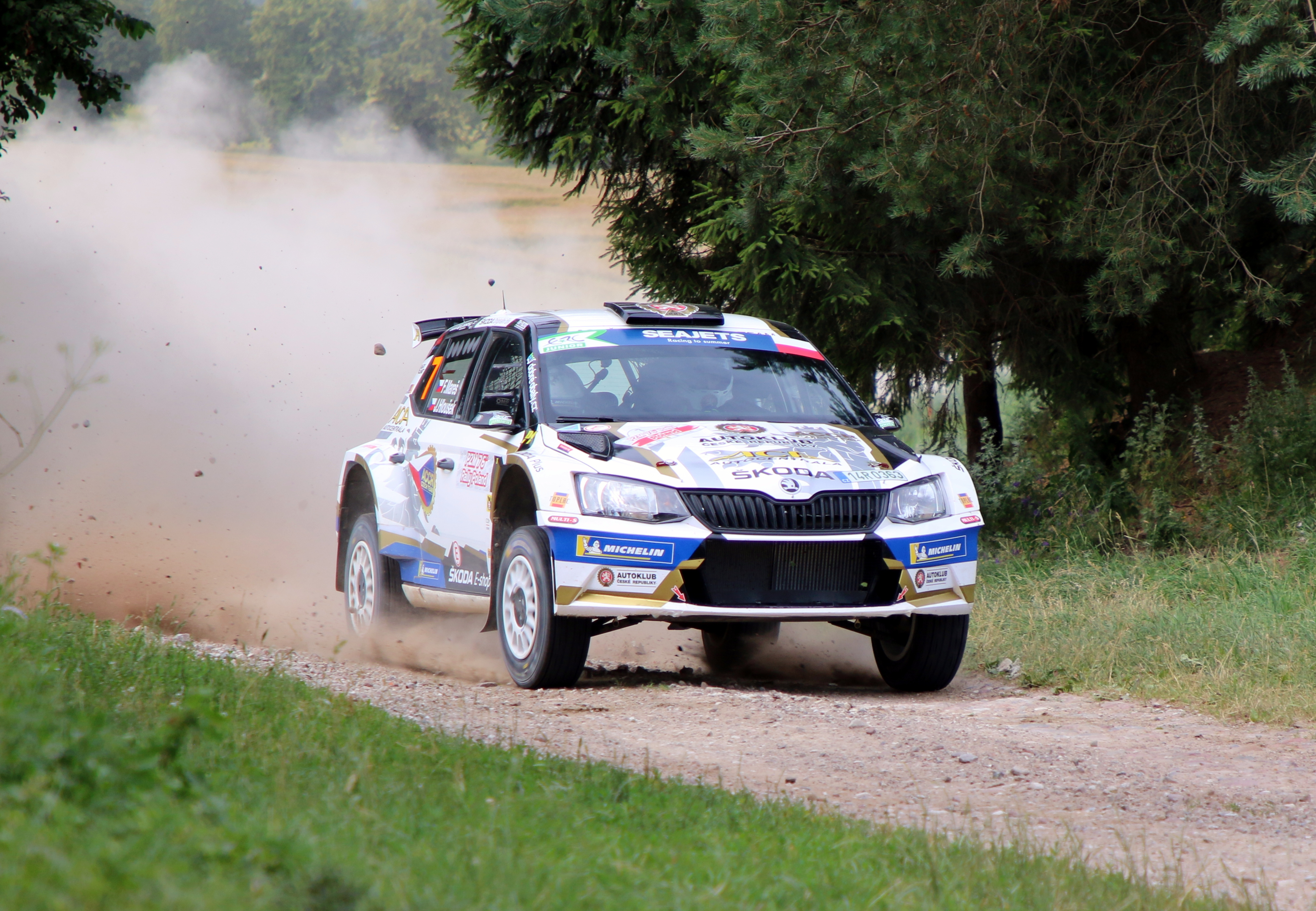
4. Filip Mareš
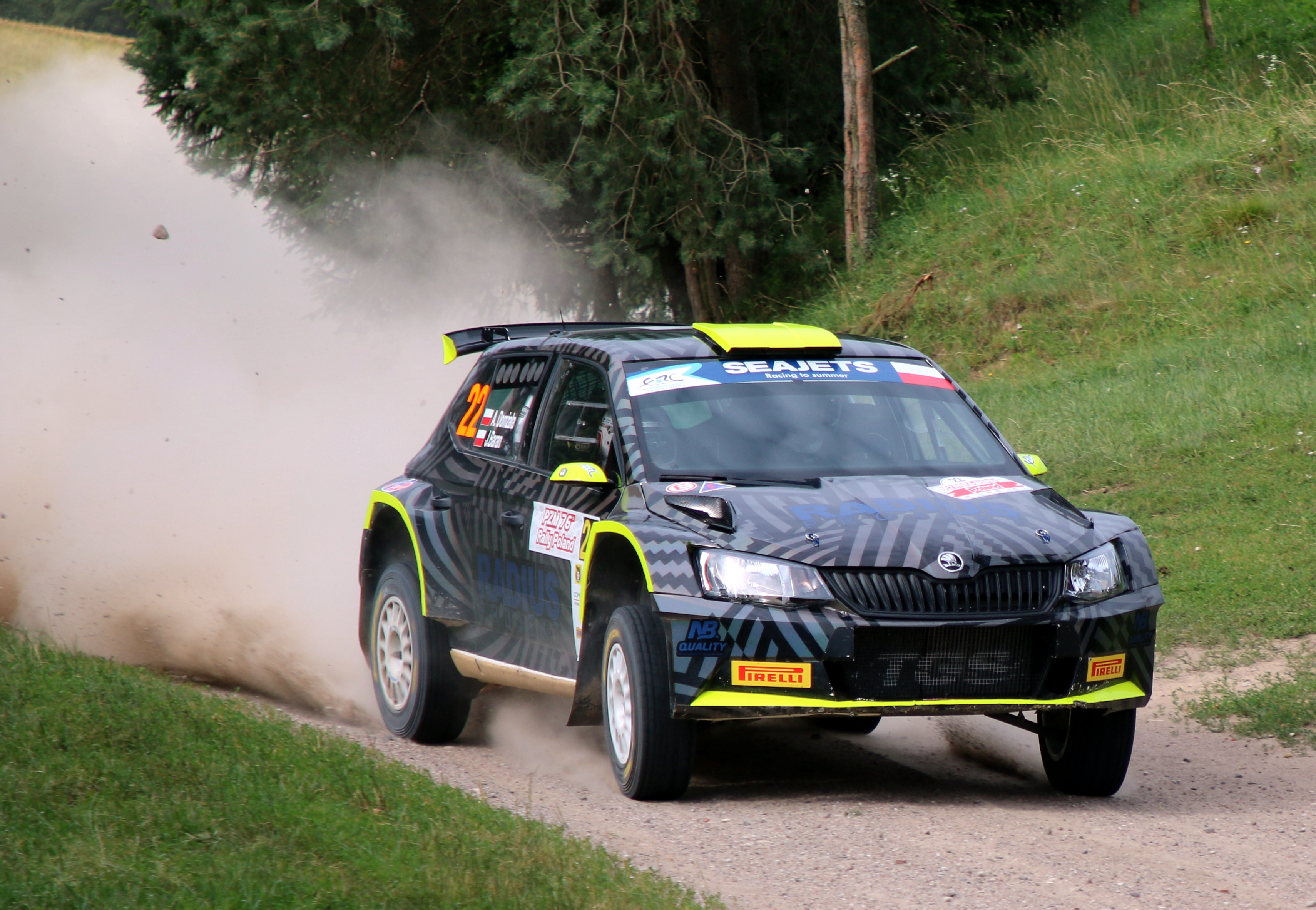
5. Aron Domżała
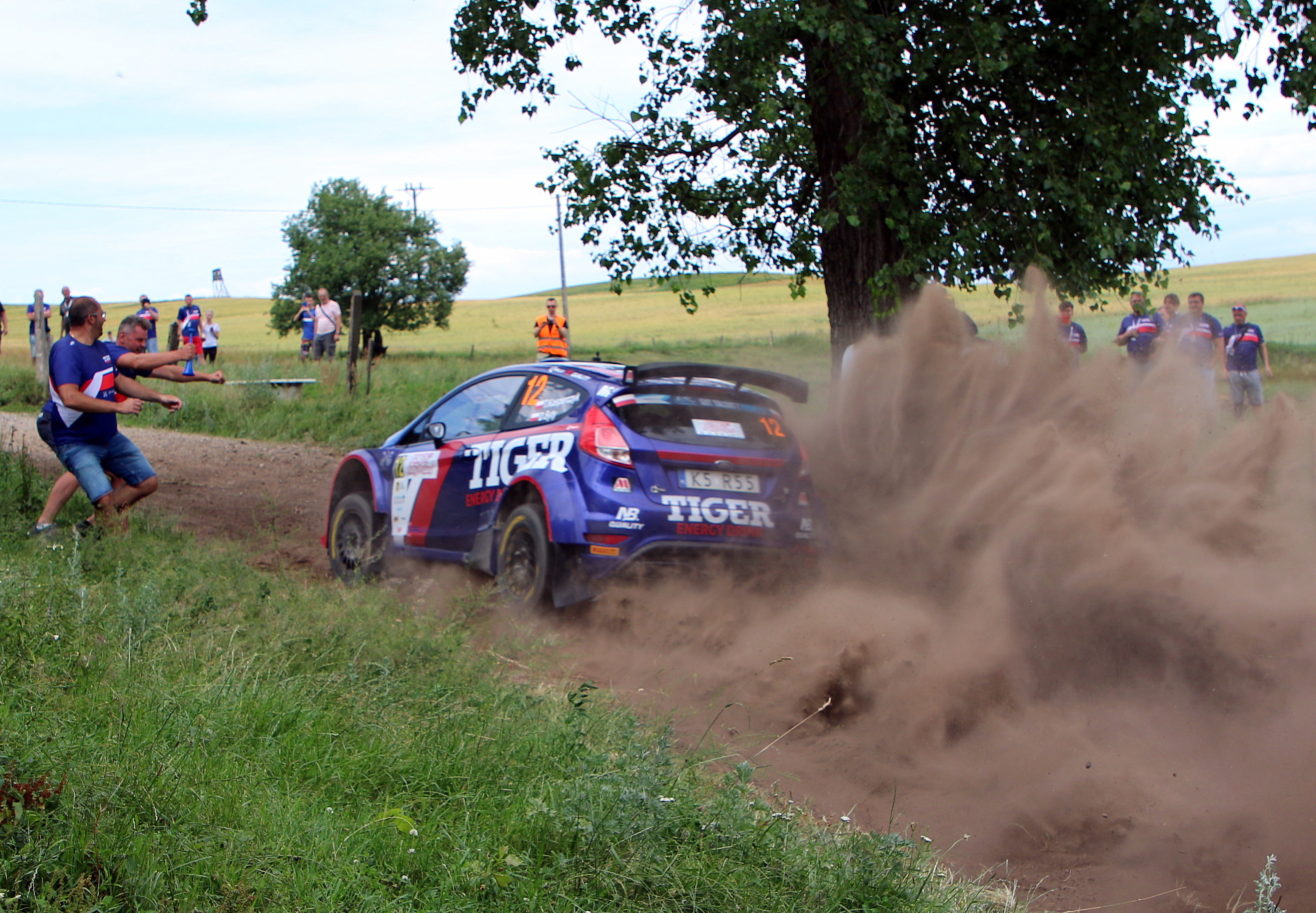
6. Tomasz Kasperczyk
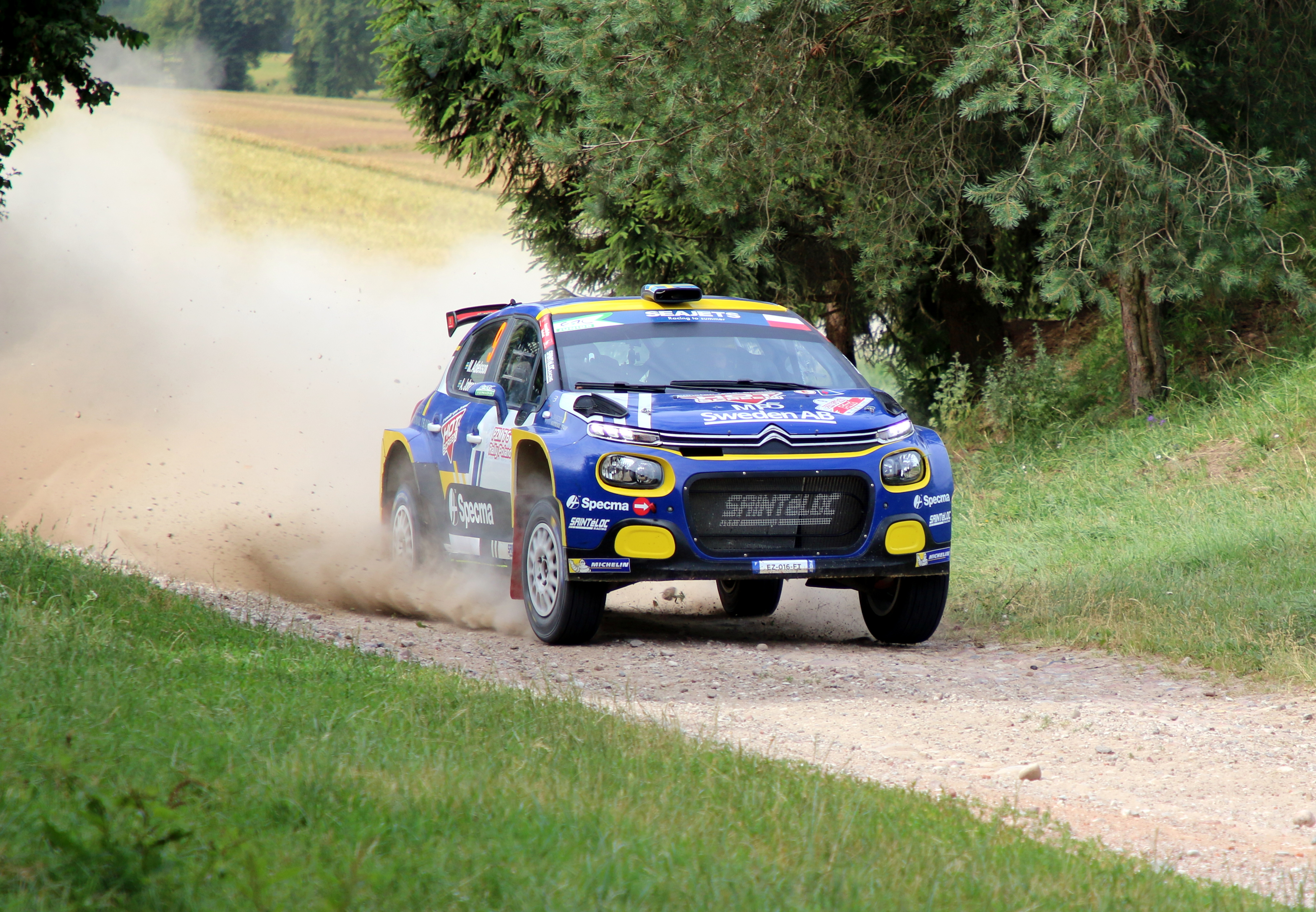
7. Mattias Adielsson
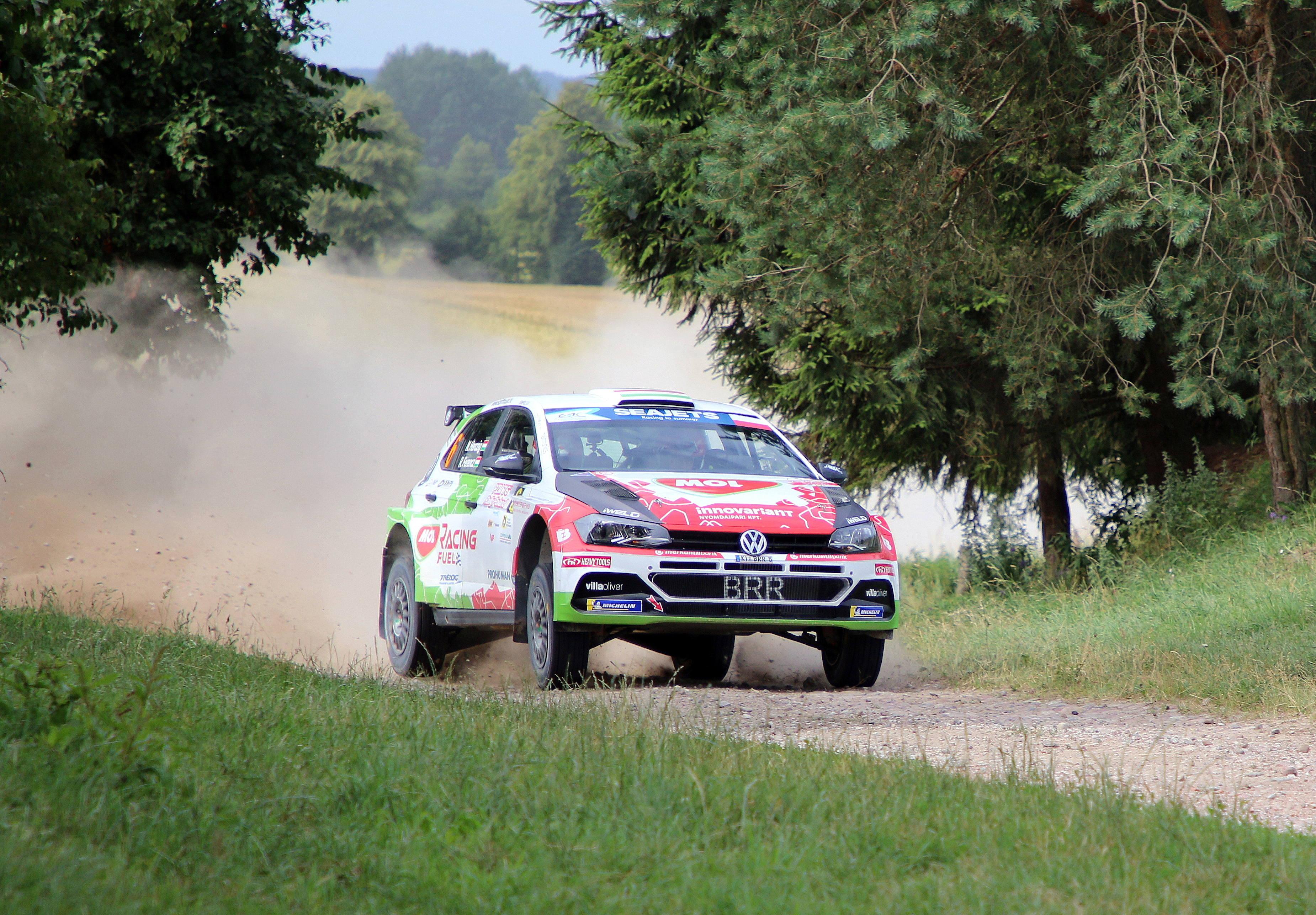
8. Norbert Herczig
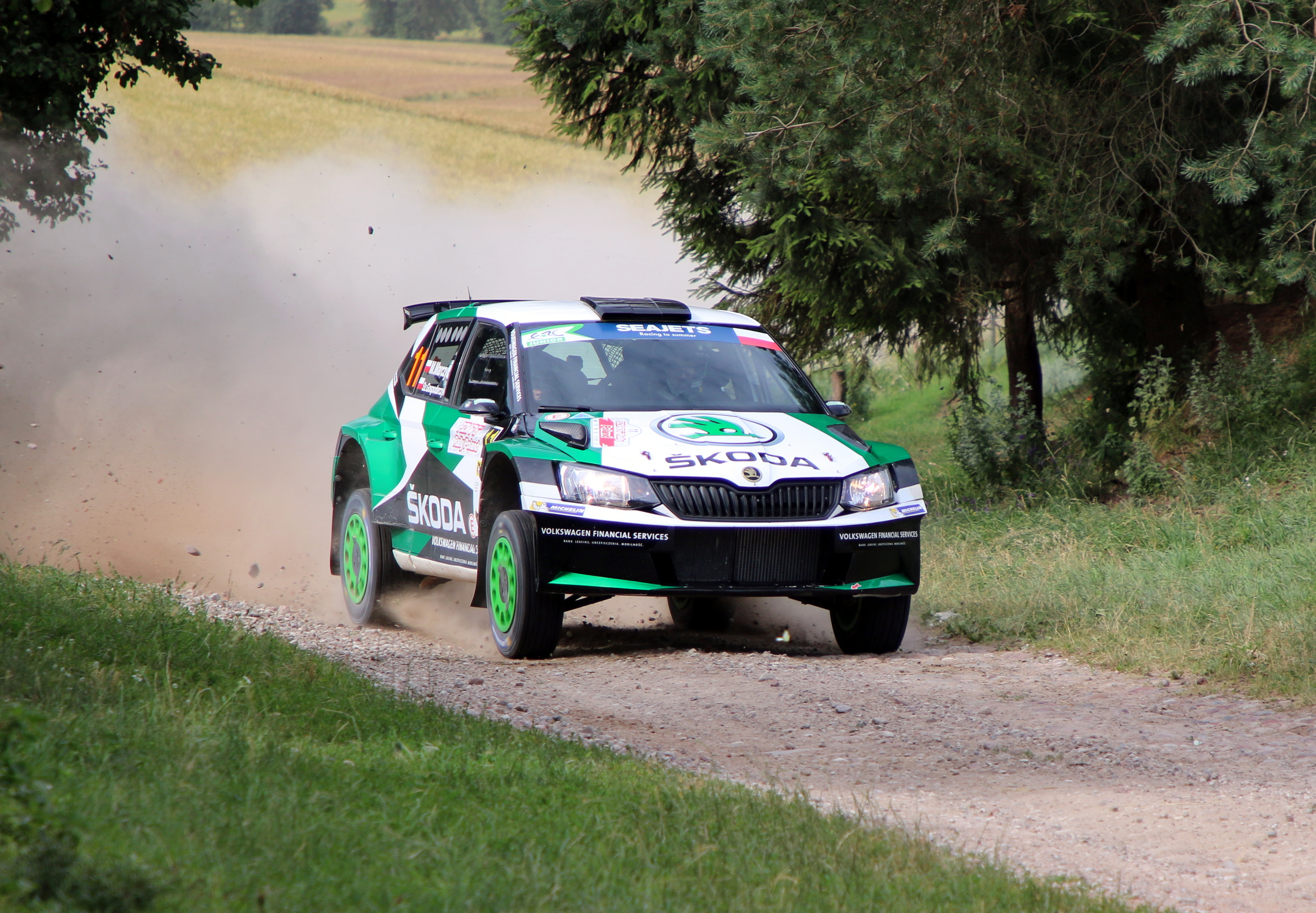
9. Mikołaj Marczyk
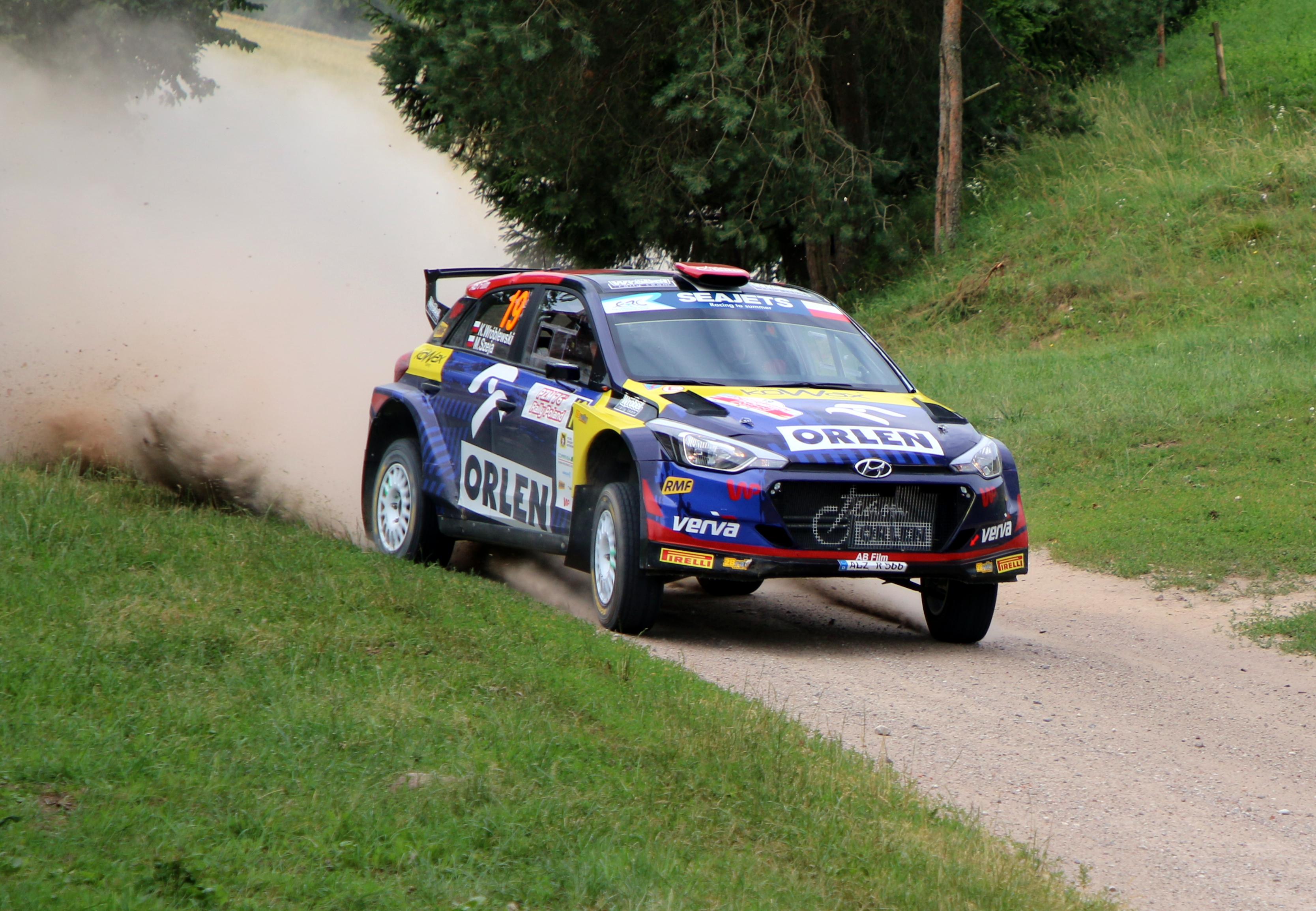
10. Kacper Wróblewski